# Karim Chaïbaï
Karim Chaïbaï (5 ottobre 1982) è un ex giocatore di calcio a 5 belga.
A tutto il 2024, è primatista di presenze (145) e reti (68) della nazionale maschile di calcio a 5 del Belgio.

## Biografia
Nel 2019 viene nominato assessore allo sport e alla gioventù del comune di Charleroi.

## Carriera
Avvicinatosi al calcio a 5 a 17 anni, Chaïbaï ha iniziato la carriera nell'ONU Liegi per poi trasferirsi al Kickers Charleroi, con cui si è affermato, e quindi al blasonato Action 21. Dal suo debutto, avvenuto nel maggio del 2004 contro la Inghilterra, al ritiro, annunciato nel novembre del 2019, Chaïbaï ha giocato per quindici anni con la in Nazionale maschile di calcio a 5 del Belgio, indossando inoltre la fascia di capitano dopo il ritiro di Bachar nel 2011. Con i diavoli rossi ha preso parte a due campionati europei, conclusi entrambi nella fase a girone. 

## Palmarès
- Campionato belga: 8
Action 21: 2003-04, 2007-08
Châtelineau/Charleroi: 2010-11, 2012-13, 2013-14, 2019-20
Halle-Gooik: 2014-15, 2015-16

- Coppa del Belgio: 8
Kickers Charleroi 2001-02
Action 21: 2003-04, 2006-07
Châtelineau/Charleroi: 2011-12, 2012-13, 2013-14
Halle-Gooik: 2014-15, 2015-16